# Hasselticka
Hasselticka (Dichomitus campestris) är en svampart som först beskrevs av Lucien Quélet, och fick sitt nu gällande namn av Domanski & Orlicz 1966. Hasselticka ingår i släktet Dichomitus och familjen Polyporaceae.  Arten är reproducerande i Sverige. Inga underarter finns listade i Catalogue of Life.

## Källor

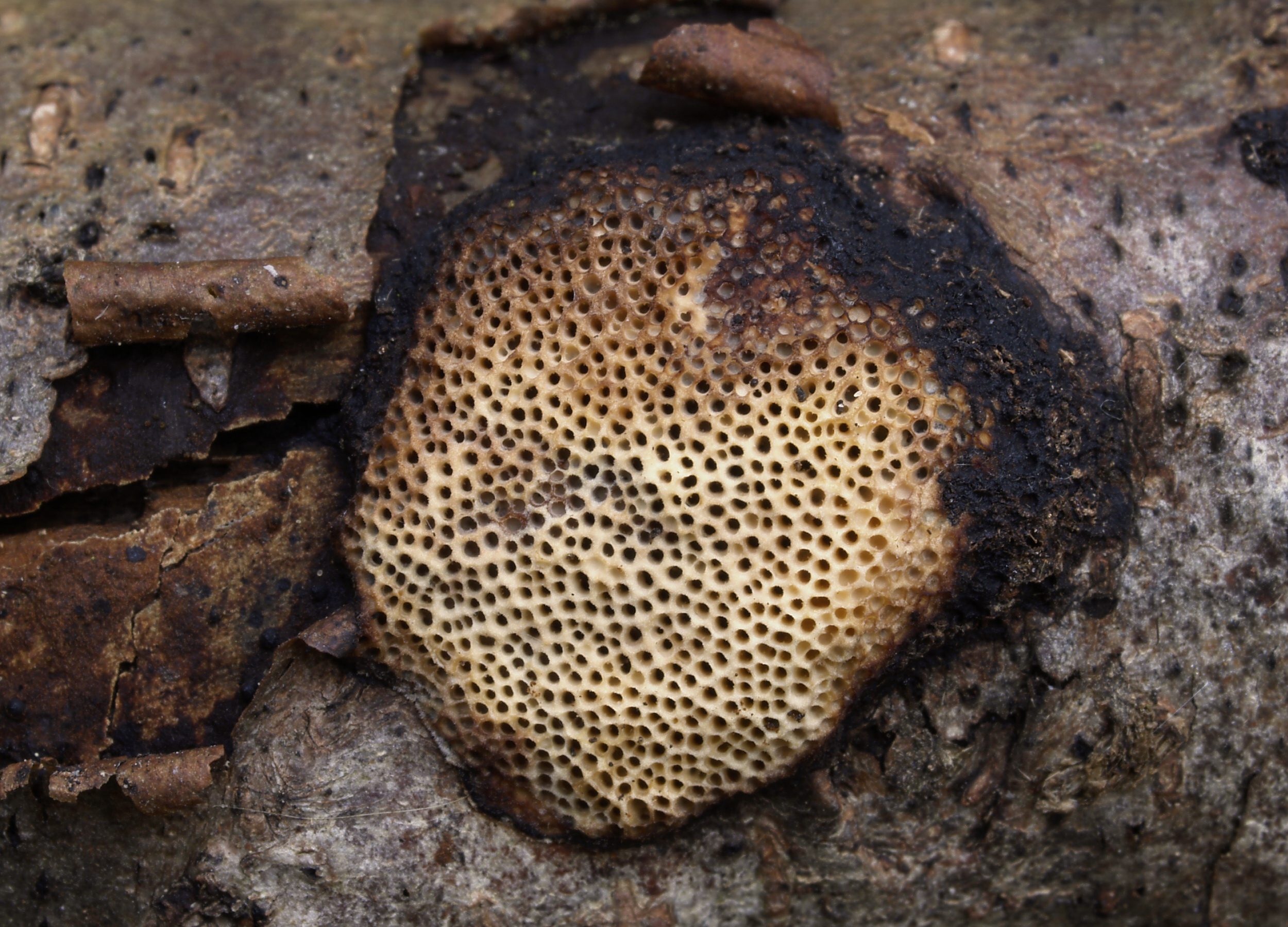
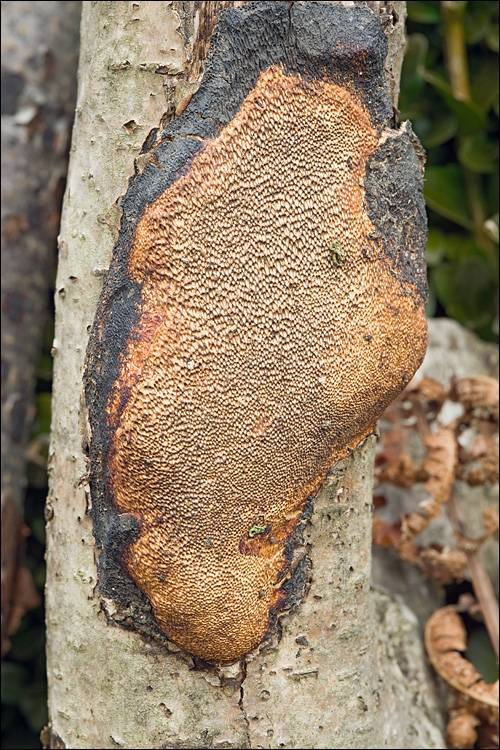
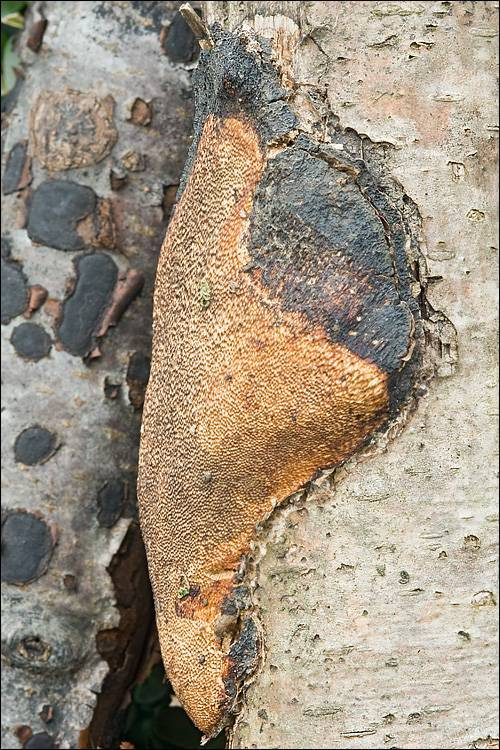
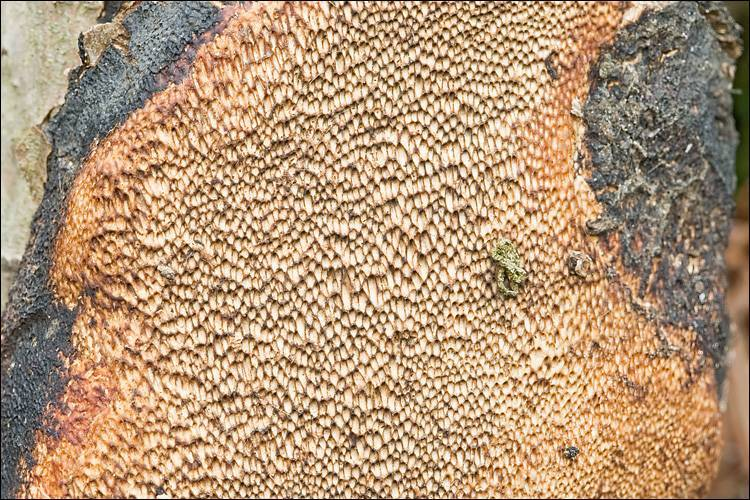
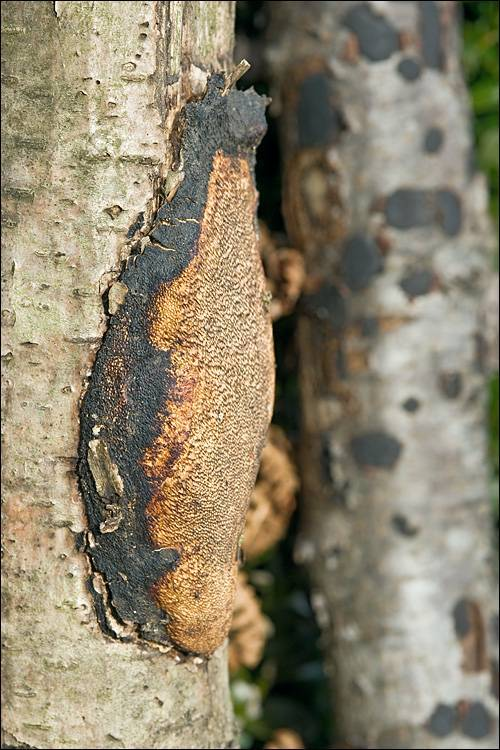
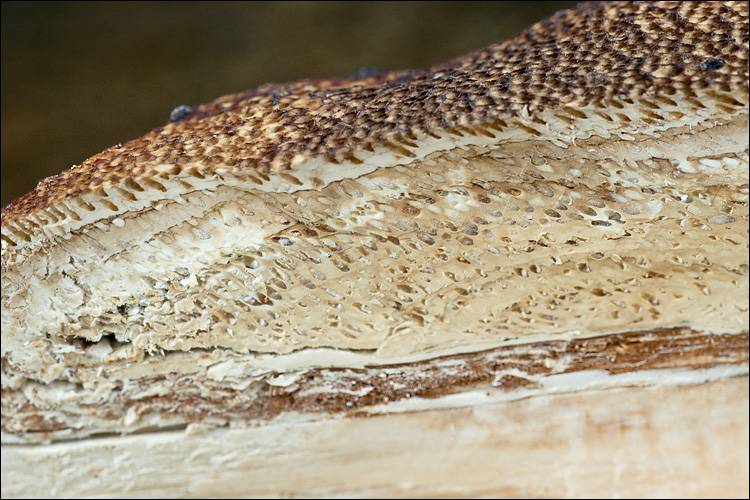
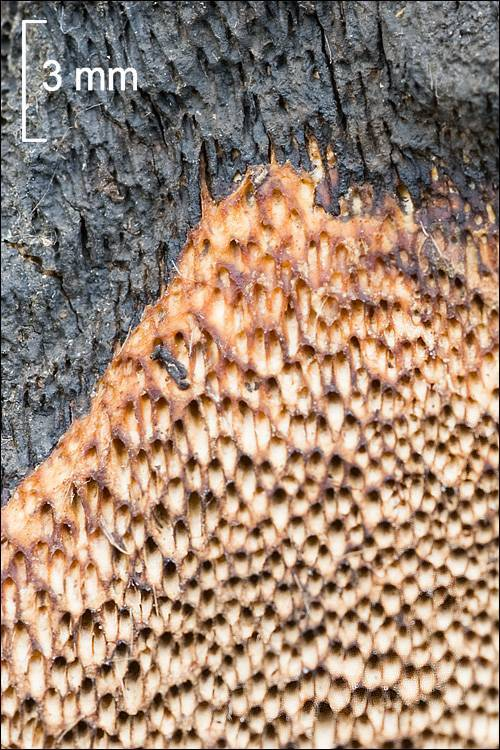
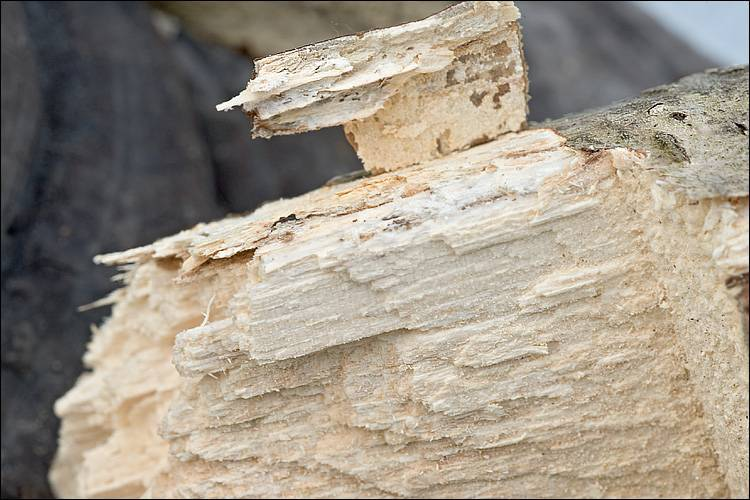